# Brad Turner (Regisseur)
Brad Turner (* in Bayfield, Ontario, Kanada) ist ein kanadischer Regisseur und Produzent.

## Leben und Leistungen
Turner absolvierte das Television Arts Program an der H.B. Beal Secondary School, eine High School in der kanadischen Stadt London, Ontario. Er hat einen Bruder, der Pilot war.
Turner hat bisher in über 100 Produktionen mitgewirkt und ist vor allem als Regisseur von Fernsehserien tätig. Bei der Echtzeitserie 24 mit Kiefer Sutherland ist er auch Produzent. Die Filmregie führte er im Kriminalfilm The Inspectors – Zerrissene Beweise (2000) mit Louis Gossett Jr. und im Science-Fiction-Film Species III (2004) mit Robin Dunne und Natasha Henstridge.
2004 gewann Turner den Gemini Award für die Regie in der Miniserie Human Cargo. In den Jahren 1987, 1988, 1992, 1996, 1998 und 2000, also insgesamt sechsmal, wurde er für diesen kanadischen Fernsehpreis nominiert. Die Directors Guild of Canada verlieh ihm 2004 den DGC Craft Award und den DGC Team Award für die Miniserie Human Cargo. 2005 wurde Turner für die beste Regie in der Dramaserie The Collector für den Leo Award nominiert. 2006 erhielt er für 24 als beste Dramaserie den Emmy, geteilt mit Joel Surnow, Robert Cochran, Kiefer Sutherland, Michael Loceff, Jon Cassar und anderen.
Er ist Mitglied der Directors Guild of America und der Directors Guild of Canada.

## Filmografie (Auswahl)
Regisseur
- 1986–1989: Danger Bay (Fernsehserie, 10 Episoden)
- 1987: Airwolf II (Fernsehserie, 3 Episoden)
- 1987: Goofballs
- 1987–1989: Strandpiraten (The Beachcombers, Fernsehserie, 4 Episoden)
- 1988–1991: Die Waffen des Gesetzes (Street Legal, Fernsehserie, 7 Episoden)
- 1989: What’s Wrong with Neil? (Fernsehfilm)
- 1989–1990: Bordertown (Fernsehserie, 9 Episoden)
- 1991: 21 Jump Street – Tatort Klassenzimmer (21 Jump Street, Fernsehserie, 2 Episoden)
- 1993–1994: Cobra (Fernsehserie, 10 Episoden)
- 1993–1995: Die Mounties von Lynx River (North of 60, Fernsehserie, 4 Episoden)
- 1994: Der Vatermörder (Paris or Somewhere, Fernsehfilm)
- 1994–1995: Lederstrumpf (Hawkeye, Fernsehserie, 6 Episoden)
- 1994–1996: Side Effects – Nebenwirkungen (Side Effects, Fernsehserie, 5 Episoden)
- 1995–1996: Lonesome Dove: The Outlaw Years (Fernsehserie, 4 Episoden)
- 1995–2002: Outer Limits – Die unbekannte Dimension (The Outer Limits, Fernsehserie, 17 Episoden)
- 1996–1997: Poltergeist – Die unheimliche Macht (Poltergeist: The Legacy, Fernsehserie, 6 Episoden)
- 1997: Major Crime (Fernsehfilm)
- 1997: Peacekeepers (Fernsehfilm)
- 1997–2005: Stargate – Kommando SG-1 (Stargate SG-1, Fernsehserie, 8 Episoden)
- 1998: This Matter of Marriage (Fernsehfilm)
- 1998: The Inspectors – Der Tod kommt mit der Post (The Inspectors, Fernsehfilm)
- 1998–2001: Nikita (La Femme Nikita, Fernsehserie, 8 Episoden)
- 1999: Roswell – Alien Attack (Fernsehfilm)
- 1999: Ärger mit dem Weihnachtsmann (Fernsehfilm)
- 2000: The Inspectors – Zerrissene Beweise (The Inspectors 2: A Shred of Evidence, Fernsehfilm)
- 2000–2002: Mysterious Ways (Fernsehserie, 5 Episoden)
- 2001: The Wandering Soul Murders (Fernsehfilm)
- 2001: A Colder Kind of Death (Fernsehfilm)
- 2001–2005: Andromeda (Fernsehserie, 8 Episoden)
- 2002: Jinnah – On Crime: Pizza 911 (Fernsehfilm)
- 2002: Mutant X (Fernsehserie, 2 Episoden)
- 2002: The New Beachcombers (Fernsehfilm)
- 2002: Twilight Zone (The Twilight Zone, Fernsehserie, 4 Episoden)
- 2003: Jinnah: On Crime – White Knight, Black Widow (Fernsehfilm)
- 2004: Species III
- 2004: Battlestar Galactica (Fernsehserie, 1 Episode)
- 2004: Human Cargo (Miniserie, 3 Episoden)
- 2004–2006: Stargate Atlantis (Stargate: Atlantis, Fernsehserie, 6 Episoden)
- 2004–2010: 24 (Fernsehserie, 46 Episoden)
- 2005–2009: Prison Break (Fernsehserie, 2 Episoden)
- 2009: Bones – Die Knochenjägerin (Bones, Fernsehserie, 2 Episoden)
- 2010–2011, 2019: Hawaii Five-0 (Fernsehserie, 10 Episoden)
- 2011: Homeland (Fernsehserie, 1 Episode)
- 2011–2012: The Secret Circle (Fernsehserie, 2 Episoden)
- 2011–2014: Psych (Fernsehserie, 3 Episoden)
- 2012: Transporter: Die Serie (Transporter: The Series, Fernsehserie, 6 Episoden)
- 2012–2013: Nikita (Fernsehserie, 3 Episoden)
- 2013: Vampire Diaries (The Vampire Diaries, Fernsehserie, 1 Episode)
- 2014: Bitten (Fernsehserie, 2 Episoden)
- 2014: Helix (Fernsehserie, 3 Episoden)
- 2014: Legends (Fernsehserie, 4 Episoden)
- 2015: Marvel’s Daredevil (Fernsehserie, 1 Episode)
- 2015: The Whispers (Fernsehserie, 2 Episoden)
- 2016: Wayward Pines (Fernsehserie, 1 Episode)
- 2016–2017: The Shannara Chronicles (Fernsehserie, 8 Episoden)
- 2016–2018: Marvel’s Agents of S.H.I.E.L.D. (Fernsehserie)
- 2017: Bull (Fernsehserie, 1 Episode)
- 2018–2020: MacGyver (Fernsehserie, 3 Episoden)
- 2018: Gone (Fernsehserie, 2 Episoden)
- 2019: V-Wars (Fernsehserie, 4 Episoden)
- 2022: From (Fernsehserie, 2 Episoden)

Produzent
- 2005–2006: 24 (Fernsehserie, 25 Episoden)

Schauspieler
- 1998: This Matter of Marriage